# Сіверт Ґуссіос
Сіверт Ґуссіос (норв. Sivert Gussiås; нар. 18 серпня 1999, Молде) — норвезький футболіст, нападник.

## Ігрова кар'єра
Народився 18 серпня 1999 року в місті Молде. Вихованець футбольної школи клубу «Молде». Ґуссіос дебютував за першу команду 18 квітня 2018 року в грі Кубка Норвегії 2018 проти «Треффа», у якій «Мольде» виграв з рахунком 6:1, вийшовши на заміну на 61 хвилині замість Крістофера Реммера. Втім Ґуссіос програв конкуренцію молодому таланту Ерлінгу Голанну і більше за рідну команду так і не зіграв, натомість протягом 2019 року на правах оренди  захищав кольори клубу «Стреммен». Там у другому норвезькому дивізіоні він забив 12 голів і став найкращим бомбардиром команди.
8 січня 2020 року Сіверт підписав чотирирічний контракт із «Саннефіордом» і відіграв за команду із Саннефіорда наступні три сезони своєї ігрової кар'єри. Більшість часу, проведеного у складі «Саннефіорда», був основним гравцем атакувальної ланки команди.
3 березня 2023 року він перейшов до фарерського клубу «Клаксвік». У першому сезоні відіграв за команду з Клаксвіка 23 матчі в національному чемпіонаті, забив 3 голи і допоміг клубу стати чемпіоном Фарерських островів.

## Статистика виступів

### Статистика клубних виступів
| Сезон                  | Клуб                   | Чемпіонат              | Чемпіонат | Чемпіонат | Національний кубок | Національний кубок | Національний кубок | Континентальні кубки | Континентальні кубки | Континентальні кубки | Суперкубки | Суперкубки | Суперкубки | Усього | Усього |
| Сезон                  | Клуб                   | Ліга                   | Ігор      | Голів     | Ліга               | Ігор               | Голів              | Ліга                 | Ігор                 | Голів                | Ліга       | Ігор       | Голів      | Ігор   | Голів  |
| ---------------------- | ---------------------- | ---------------------- | --------- | --------- | ------------------ | ------------------ | ------------------ | -------------------- | -------------------- | -------------------- | ---------- | ---------- | ---------- | ------ | ------ |
| 2018                   | «Молде»                | ЕС                     | 0         | 0         | КН                 | 1                  | 0                  | ЛЄ                   | -                    | -                    | -          | -          | -          | 1      | 0      |
| 2019                   | «Стреммен»             | 1Д (ІІ)                | 28        | 12        | КН                 | 3                  | 1                  | -                    | -                    | -                    | -          | -          | -          | 31     | 13     |
| 2020                   | «Саннефіорд»           | ЕС                     | 30        | 7         | -                  | -                  | -                  | -                    | -                    | -                    | -          | -          | -          | 30     | 7      |
| 2021                   | «Саннефіорд»           | ЕС                     | 12        | 1         | КН                 | 2                  | 3                  | -                    | -                    | -                    | -          | -          | -          | 14     | 4      |
| 2022                   | «Саннефіорд»           | ЕС                     | 25+2      | 0         | КН                 | 3                  | 1                  | -                    | -                    | -                    | -          | -          | -          | 30     | 1      |
| Усього за «Саннефіорд» | Усього за «Саннефіорд» | Усього за «Саннефіорд» | 67+2      | 8+0       |                    | 5                  | 4                  |                      | -                    | -                    |            | -          | -          | 74     | 12     |
| 2023                   | «Клаксвік»             | 1Д                     | 17        | 1         | КФ                 | 1                  | 0                  | ЛЧ+ЛЄ                | 6+1                  | 0                    | -          | -          | -          | 25     | 1      |
| Усього за кар'єру      | Усього за кар'єру      | Усього за кар'єру      | 112+2     | 21+0      |                    | 10                 | 5                  |                      | 7                    | 0                    |            | -          | -          | 131    | 26     |

## Досягнення
- Чемпіон Фарерських островів (1): 2023.